# Амурские чжурчжэни
Аму́рские чжурчжэ́ни (северные чжурчжэни) — этнографическая группа тунгусо-язычного этноса чжурчжэней, существовавшая в средние века на территории Амурского бассейна.
Территория Амурского бассейна была заселена мохэским народом в VI веке. Племена мохэ «хэйшуй» (黑水) расселились на территории Среднего Амура, а затем часть племён «хэйшуй» пришли в Приморье. На Амуре они существовали до XI века. Но в отличие от племени «сумо», основавшее государство Бохай (698—926) в Приморье, они не создали своей государственности. Чжурчжэни, расселившиеся в районах среднего и нижнего Амура и северо-востоке Маньчжурии, отвоевали свою независимость от народа мохэ и территориально, примерно с VIII века, здесь сформировалась этническая группа амурских чжурчжэней, которые имели единство происхождения, обычаев, языка, уклада жизни, общую историю и территорию проживания. К концу Х—началу XI вв. чжурчжэни создали высокоразвитую культуру.
До XII века чжурчжэни пользовались китайскими иероглифами. Собственная письменность — «большое чжурчжэньское письмо», состоящая из 3000 знаков на основе китайской, киданьской и уйгурской письменности, появилась лишь в 1119 году. В XII веке они вошли в состав чжурчжэньской империи Цзинь (1115—1234) — «Золотой империи» и тогда же были насильно переселены в центральные районы Китая. Северные амурские земли опустели и чжурчжэньская культура уже не смогла вновь возродиться в последующие столетия. Первых русских землепроходцев на амурских землях в XVII веке встретили далёкие потомки чжурчжэней — дауры и дючеры.

## Поселения
В 1960-е годы под руководством археолога академика А. П. Окладникова в Приамурье начались планомерные широкомасштабные археологические исследования. В 1970—1990 годы в Приамурье проводились археологические раскопки поселений, городищ, могильников под руководством учёного-археолога В. Е. Медведева. На юге Хабаровского края были обнаружены и обследованы многочисленные поселения IX—XII вв., среди них — Русско-Полянское, Петровское, Дубовское, Дадинское, Даергинское, Большой Дурал, поселение в устье реки Тунгуски, на территории детского санатория в Хабаровске, Сикачи-Алян, Петропавловка, городища у Кошелевых Ям и у села Жёлтый Яр в Смидовичском районе, Хорское в пойме реки Хор, на нижнем Амуре — Болоньское, Джаринская крепость около села Троицкое Нанайского района.
В культурном слое на поселениях амурских чжурчжэней сохранилось много предметов хозяйственной деятельности: лепная и гончарная керамическая посуда, целые глиняные сосуды, тысячи фрагментов керамики, глиняные пряслица, рыболовные грузила; предметы конской упряжи: удила, стремена, наремённые обоймы. Найдены также тигли для ро́злива расплавленного металла в формы и шлаки — отходы железоплавильного производства, изделия из железа: топоры, ножи, кресала, наконечники стрел и копий, латные пластины, фрагменты котлов, рыболовные крючки; изделия из бронзы: поясные бляшки, бубенчики, колокольчики, серьги; каменные бусины, бисер, круглые плоские нефритовые подвески. Сохранилось много костей домашних и диких животных: лошадей, быков, медведей, лосей, косуль, свиней. Подобный ископаемый материал обнаружен при раскопках на всех поселениях и городищах, из чего сделан вывод о наличии единого устойчивого производящего хозяйства: земледелия и скотоводства. В поселениях и городищах не обнаружено следов пожарищ и разрушений. Это говорит о мирном оставлении населением своих жилых мест.

## Хозяйственная деятельность
Земли амурских (северных) племён чжурчжэней находились на краю обитания земледельцев, дальше на север начиналась тайга, в которой кочевали племена оленеводов и охотников. У чжурчжэней было создано производящее натуральное хозяйство с многоукладной экономикой. Они производили всё для собственного самообеспечения: продукты питания, одежду, обувь, хозяйственный инвентарь, оружие для охоты и войн. Все обнаруженные поселения располагались вблизи рек и ручьёв. Врытые в землю полуземлянки имели четырёхскатные крыши из плотно подогнанных стволов деревьев. Сверху крыши покрывались берестой, потом их засыпали землёй и сверху выкладывали дёрн. Костёр разводили в жилище на земляном полу, он обогревал людей, на нём они готовили пищу. Топилось «по-чёрному», дым выходил через люк в крыше. Наземные дома появились на Амуре в конце XI века. Стены домов сооружали из прутьев или камыша и обмазывали глиной. Крыши как и прежде сооружали из плотно подогнанных тонких брёвен, покрывали берёзовой корой, а сверху соломой или камышом. Изменилась система отопления. Дом отапливался канами — тёплый воздух от костра проходил по каналу в земляном полу и выходил наружу через вытяжную трубу. Обычно с восточной стороны устраивали небольшую узкую дверь.
Для подготовки земель под посевы применялся метод подсечного земледелия. Сеяли овёс, пшеницу, ячмень, просо, чумизу, сорго-гаолян, сою, горох, тыкву, арбузы, лук, чеснок, коноплю, которую использовали для изготовления масла, производства пеньки, плетения верёвок. Зёрнами проса наполняли полости бубенчиков для ритуальных целей. Летописные источники не упоминают о текстильном производстве у чжурчжэней в VIII—ХI вв. Находки глиняных пряслиц свидетельствуют о производстве нитей из шерсти животных, из волокнистых растений конопли, которую культивировали чжурчжэни на больших территориях. При натуральном обмене с другими народами, чжурчжэни могли приобрести или перенять опыт создания ткацких станков, какие были у китайцев, корейцев и уйгуров.
Посуда применялась керамическая лепная и гончарная, деревянная, железная. Но на Среднем Амуре гончарные мастерские не были обнаружены, хотя в различных памятниках она представлена в достаточно большом количестве. Гончарное производство было давно известно киданям, бохайцам, в Китае. Возможно гончарные изделия на Амур отправлялись из южных чжурчжэньских районов. В IХ — середине X вв. гончарный круг был привнесён уйгурами. Металлургия имела большое значение в развитии экономики. Железо получали из болотной руды — бурого железняка.
В скотоводстве доминирующее место занимало разведение лошадей и больше всего свиней. Охота и рыболовство также обеспечивали людей мясом, рыбой и шкурами диких животных. В памятниках были обнаружены предметы привнесённых культур. Несмотря на влияния извне, у чжурчжэней сложилась своя культура, которая характеризовалась доминирующими орудиями труда, предметами быта. Характерным фактом определения культуры являются погребения, которые раскрывают устойчивые признаки самобытных предметов материальной и духовной культуры.

## Захоронения
Чжурчжэни хоронили умерших подальше от поселений на противоположном берегу реки или островах, обустраивая могильники на возвышенностях, оберегая их от затопления во время паводков. Наиболее многочисленными являлись грунтовые захоронения. В них покойников хоронили в прямоугольных или овальных ямах размерами: длина 140—200 см, ширина 60—100 (140) см, глубина 50—120 см. Иногда дно и стены ямы обкладывали деревянными плахами и устраивали перекрытие — домовину. Имелось пять способов обряда захоронения: одиночное трупоположение — ингумация, вторичное и смешанное захоронения, трупосожжение и трупообожжение; и обряд пустых могил — кенотафов, занимающих третье место в числе обрядов.
Ингумация — самый распространённый обряд: покойников хоронили без гробов, их клали на спину с согнутыми в коленях ногами, головой ориентировали на запад или северо-запад. Иногда укладывали на левый или правый бок в скорченном состоянии с прижатыми к груди руками. Реже встречались погребения в сидячем положении на корточках с подогнутыми в коленях ногами.
Вторичное захоронение: поздней осенью и зимой умерших укладывали на помосты в укромных местах, а летом оставшиеся останки предавали земле.
Смешанный обряд: погребение трупоположения совмещали с останками вторичного захоронения в ногах первого погребённого.
Трупосожжение: особенность его заключалась в том, что кремация часто осуществлялась вне могильника, а потом пепел засыпали в могилу вместе с угольно-зольной массой. Если сжигали покойника в могильной яме, то его обкладывали со всех сторон деревянными плахами и в погребальном костре в могиле, костяк сгорал полностью. На месте сожжения оставался слой углей от сгоревшей обкладки могилы и закопчённые огнём стены.
Трупообожжение: редко-встречающийся обряд погребения, похож на сожжение покойника в могильной яме, только покойный сгорал не полностью, кости оставались обугленными или слегка обгоревшие.
Кенотафы: могилы без признаков захоронения, на дне которых находился поломанный погребальный инвентарь, фрагменты наконечников стрел, поясные бляшки и др. Такие могилы могли устраивать воинам, погибшим вдали от своего дома или пропавшим без вести.
Многочисленные захоронения в курганных могильниках по обрядам не отличались от грунтовых, за исключением обряда кремации, который в них отсутствовал. Кремация, как обряд погребения появился лишь в конце ХI в, но остался невостребованным, как способ буддистского обряда, на фоне культа шаманизма. Погребальный инвентарь являлся важной частью обряда прощания с умершими и наглядно показывал общественно-экономический уровень развития амурских чжурчжэней в VIII—ХII вв. Во всех захоронениях присутствовали предметы, определяющие их принадлежность к чжурчжэньской общности амурской средневековой культуры. В некоторых погребениях находились производственные инструменты, которые определяли трудовую занятость человека при жизни. Бедные и богатые погребения отличались только количеством и разнообразием инвентаря. Во время траурной церемонии в жертву приносили лошадей, свиней и других животных. В погребениях и на могилах в остатках тризны найдены многочисленные фрагменты черепов, зубов и костей животных.

## Религиозное верование
Религиозное верование чжурчжэней — шаманизм, основу которого составляла вера в продолжение жизни после смерти. Они были убеждены, что весь окружающий мир, все предметы, кроме души, имеет своего духа. Они поклонялись предметам-амулетам, которым предписывали свойства сверхъестественной силы — фетишизм. Поэтому чжурчжэни носили на поясе амулеты: бубенчики, колокольчики, конусовидные подвески, которые являлись вместилищами духов и служили защитой, и оберегали от разных бед. Каждый род имел своё родовое дерево, на ветках которого якобы живут и плодятся души людей в образе маленькой птички. Этот языческий культ почитания родового дерева на Амуре дожил до начала XX века. Часть чжурчжэньской аристократии в X веке приняла буддизм. Погребения с обрядом трупосожжения свидетельствуют о проникновении буддизма к амурским чжурчжэням. Но буддизм не стал основой религиозного верования чжурчжэней Приамурья. Шаманизм оставался духовной идеологией, объединяющей людей.

## Военно-политическое устройство
Чжурчжэньские земли были разделены между племенами на контролируемые районы, в которых были созданы административные центры — укреплённые городища. Административные центры решали хозяйственные, военные, торговые, внешнеэкономические вопросы. В IХ—ХI веках у чжурчжэней сложилась военная демократия — последний этап предгосударственного развития общества. Племенная знать опиралась на вооружённые отряды для защиты своих привилегий и безопасности от внешних врагов. Однако порядок в общественной жизни поддерживался всё ещё силой традиций, привычек, моральным авторитетом старейшины рода или племени. Основу армии составляли военные поселения. В условиях постоянных войн была большая смертность среди мужчин и забота о семье погибшего ложилась на плечи родственников мужа. Поэтому широко был распространён левират, разрешающий вдове погибшего или умершего вступать вторично в брак только с ближайшими родственниками своего мужа. Чжурчжэни постоянно находились в войне с кочевыми племенами, которые нападали с запада и юго-запада. Кидани, завоевавшие в начале X века северный Китай, называли северных чжурчжэней «дикие нюйчжи» или непокорённые, потому что они были полностью независимы и неподвластны империи Ляо. В Х—ХI веках кидани, для защиты своих территорий, вынуждены были построить вдоль границы с северными чжурчжэнями оборонительную линию из крепостей и держать там войска. Война с киданями явилась мощным катализатором в объединении всех чжурчжэней. Амурские чжурчжэни находились в подчинении цзиньских императоров и в 1127—1148 годах, для усиления власти чжурчжэней на территории Маньчжурии и Китая, сотни тысяч амурских чжурчжэньских семей и родственных им этнических групп были переселены в эти районы. Переселённые чжурчжэни представляли военные поселения. Они занимались земледелием, и контролировали порядок на захваченных китайских землях. Археологические раскопки на Амуре подтвердили, что веками обжитая территория, в середине XII века оказалась брошенной, так как переселенцы унесли с собой материальные ценности и домашнюю утварь. А на амурских землях остались охранные гарнизоны с небольшим числом людей.